# Ewa Borowski
Ewa Borowski (* 1971 in Polen) ist eine in Deutschland lebende und arbeitende polnische Filmproduzentin.

## Werdegang
Während ihres Studiums der klassischen Philologie an der Universität Warschau war Ewa Borowski drei Jahre lang als Stage Managerin am dortigen Teatr Ochoty tätig. Nach dem Fall des Eisernen Vorhangs lebte sie in Schweden, London und auf Kreta, bevor sie im Jahr 1995 nach Polen zurückkehrte und in Warschau das erste Internet-Café eröffnete. Seit 1999 lebt Borowski in Deutschland und nahm 2002 ein Filmstudium an der Internationalen Filmschule Köln mit Schwerpunkt Kreativ Produzieren auf. Die von ihr produzierten Kurzfilme Frauenparkplatz (2004), Kurfrieden (2005) und Mittsommer (2006) liefen erfolgreich auf nationalen und internationalen Filmfestivals. Ihr Studium schloss Borowski 2005 mit dem Bachelor of Arts ab.
Nach ihrem Studium arbeitete Borowski für die Köln/Londoner Produktionsfirma Palladio Film als Producerin, für die sie zwei Dokumentarfilme (Schau mich an! aus der Fernsehreihe Menschen hautnah (2007) und NoBody’s Perfect (2008) von Niko von Glasow) produzierte. Als freie Produzentin realisierte sie mit der Firma KameraKinderKöln drei Kurzfilme (u. a. Poldis Engel, 2006), die als offizieller Kulturbeitrag der Stadt Köln für die Fußball-Weltmeisterschaft 2006 ausgewählt wurden. Im Jahr 2008 wurde sie zum Berlinale Talent Campus eingeladen. In Zusammenarbeit mit dem Regisseur Dennis Todorović, mit dem sie bereits Ende 2007 in Köln die Filmproduktionsfirma Eastart gegründet hatte,  entstand 2010 das komödiantische Kriminaldrama Sascha.
Mit Regisseur Shiar Abdi arbeitete Borowski 2014 in dem Filmdrama Der Weg nach Aleppo zusammen, in dem ein Junge mitten im syrischen Bürgerkrieg auf der Suche nach seiner Mutter ist. In der 2015 ins Kino gekommenen von Borowski produzierten Tragikomödie Schwester Weiß lag die Regie wiederum bei Dennis Todorović. Der Film thematisiert das Verhältnis der ungleichen Schwestern Martha (gespielt von Željka Preksavec) und Helene Weiß (Lisa Martinek), die eine eine gläubige Ordensschwester, die andere überzeugte Atheistin.

## Filmografie (Auswahl)
- 2004: Frauenparkplatz (Kurzfilm)
- 2004: Am Ende des Tages (Kurzfilm)
- 2005: Kurfrieden (Kurzfilm)
- 2006: Mittsommer (Kurzfilm)
- 2006: Poldis Engel (Kurzfilm)
- 2006: Kick It Like Zombies (Kurzfilm)
- 2007: Menschen hautnah (dokumentarische Fernsehserie, Folge Schau mich an!)
- 2008: NoBody’s Perfect (Dokumentarfilm)
- 2010: Sascha
- 2011: Taste the Waste (Dokumentarfilm)
- 2013: Schnitzel und Dolmades (Videofilm)
- 2014: Der Weg nach Aleppo
- 2015: Schwester Weiß
- 2015: Anrath (Kurzfilm)

## Einzelbelege
1. ↑  Ewa Borowski. In: First Steps. Deutsche Filmakademie, 21. Juni 2006, archiviert vom Original (nicht mehr online verfügbar) am 10. April 2018; abgerufen am 9. April 2018.  Info: Der Archivlink wurde automatisch eingesetzt und noch nicht geprüft. Bitte prüfe Original- und Archivlink gemäß Anleitung und entferne dann diesen Hinweis.
2. 1 2  »ifs-Begegnung« Junger deutscher Film mit Dennis Todorovic und Ewa Borowski (Seite nicht mehr abrufbar, festgestellt im Dezember 2023. Suche in Webarchiven)  Info: Der Link wurde automatisch als defekt markiert. Bitte prüfe den Link gemäß Anleitung und entferne dann diesen Hinweis. siehe Seite filmschule.de
3. ↑  Ewa Borowski. In: Berlinale Talents. Kulturveranstaltungen des Bundes in Berlin, 7. April 2017, abgerufen am 9. April 2018.

| Personendaten    | Personendaten             |
| ---------------- | ------------------------- |
| NAME             | Borowski, Ewa             |
| ALTERNATIVNAMEN  | Borowska, Ewa             |
| KURZBESCHREIBUNG | polnische Filmproduzentin |
| GEBURTSDATUM     | 1971                      |
| GEBURTSORT       | Polen                     |